# Ramon Miró Folguera
Ramon Miró Folguera (Reus, 26 de gener de 1864 - Barcelona, 2 d'octubre de 1927) va ser un dibuixant humorístic, escultor, dissenyador, cartellista i autor de nombrosos anuncis a la premsa il·lustrada catalana. Era germà de Josep Miró i Folguera
Des del 1883, va treballar assíduament per a l'editor barceloní Antoni López, per a qui il·lustrà moltes publicacions, especialment els setmanaris L'Esquella de la Torratxa i La Campana de Gràcia, on sovint signava amb el pseudònim de Tulp. A L'Esquella de la Torratxa hi va publicar gran quantitat de dibuixos, i quan els dibuixants més importants havien fet les seves aportacions, Miró Folguera completava els buits «tant si eren culs de llàntia com portades».
A més a més de la seua habilitat com a retratista caricaturesc, és conegut per la seua facilitat en imitar l'estil de diversos dibuixants coetanis. Va exposar a Barcelona i a Madrid diverses escultures, sobretot bustos, de terra cuita.